# Mont Valier
Der Mont Valier ist ein maximal 2838 m hoher Bergstock im Süden des Départements Ariège in den Zentralpyrenäen im Süden Frankreichs. Er ist nach dem halb legendären Bischof Valerius benannt, der im 5. Jahrhundert den Berg bestiegen haben soll.

## Lage
Der Mont Valier befindet sich zur Gänze auf dem Gebiet der französischen Gemeinde Seix; nächstgelegene Stadt ist Saint-Girons.

## Flüsse
An den Flanken des Bergstocks entspringen die Flüsse Ger und Salat; beide sind südliche Nebenflüsse der Garonne.

## Besteigung
Die einfachste, aber immer noch anspruchsvolle Route führt von Süden auf den Gipfel.

## Geschichte
Im Zweiten Weltkrieg führte ein Fluchtweg nahe beim Mont Valier nach Spanien.